# على خطى العرب
على خطى العرب، برنامج وثائقي تاريخي، من إنتاج قناة العربية، عرض موسمه الأول عام 2014، يعده ويقدمه د. عيد اليحيى ويبث على قناة العربية. البرنامج يروي سيرة أهم الشعراء العرب، ويتتبع قصصهم ومواقع عيشهم وحلهم وترحالهم، وأشهر ما قالوه من قصائد، وثقت لأحداث وحوادث وقصص دارت في عصرهم. وبعد نجاح الموسم الأول استمر عرض البرنامج ليقوم مقدمه اليحيى في كل حلقة برحلة ميدانية تسلط الضوء على تاريخ وجغرافيا الجزيرة العربية، وأبرز الحضارات التي قامت على أرضها، وأشهر الشخصيات التاريخية التي سكنتها منذ أقدم العصور إلى العصر الحديث.

## مواسم البرنامج

### على خطى العرب
هو الموسم الأول وعرض عام 2014. وحصل البرنامج في هذا الموسم على جائزة التميز السياحي لعام 2015 من هيئة السياحة والآثار كأفضل برنامج تلفزيوني يسوق للسياحة والآثار في المملكة العربية السعودية.

### على خطى العرب: الرحلة الثانية
عرض عام 2015، وتناول الرحلة الثانية تاريخ جزيرة العرب من النواحي الجيولوجية، والإنسانية، والحضارية، والاقتصادية منذ العصور الحجرية الأولى ما قبل التاريخ، ثم ما بعد التاريخ، وصولاً إلى أقدم المستوطنات البشرية، والممالك الحضرية، وطرق البخور، وطرق الحرير وأسواق العرب، وأيام العرب، وقصة مكة، وقصة الفيل، وبعض مغازي الرسول.

### على خطى العرب: الرحلة الثالثة
عرض في عامي 2016-2017.

### على خطى العرب: الرحلة الرابعة
عرض في عامي 2017-2018، وسارت الرحلة على طريق البخور الذي شهد فترة الرفاه الاقتصادي الكبير وتحوّل الجزيرة العربية إلى وجهة هامة للتجارة من أوروبا إلى أقصى الشرق. وبعد اندثار طريق البخور يتابع عيد اليحيى في هذه الرحلة على طريق السيرة النبوية، محدداً الأزمنة والأمكنة وتوثيق طريق الهجرة ميدانياً لأول مرة في التاريخ، ويميط اللثام عن تفاصيل ما حدث للرسول وصاحبه في طريقهما من مكة المكرمة حتى دخلا المدينة المنورة.

### على خطى العرب: الرحلة الخامسة
عرض في عامي 2019-2020. وكانت هذه الرحلة بعنوان (نساء من الجزيرة العربية)، وتتبعت الرحلة سيرة النساء العربيات في أزمنة ومناطق مختلفة، وقدمت قصصا تمتزج فيها الأسطورة بالواقع، وخيال الرواية بالتراث الشفاهي والثقافة الشعبية لأرض الجزيرة العربية.

### على خطى العرب: الرحلة السادسة
عرض في عامي 2019-2020.

### على خطى العرب: الرحلة السابعة
عرض عام 2022. ووثق هذا الموسم تاريخ العمارة في الجزيرة العربية ابتداء من العصور الحجرية ثم الطُّوفانِ العظيم وآثار قوم عاد، ثم وثق عمارة المنشآت الحجرية من مدافن وغيرها وكشف عن أسرار رموزها.

### على خطى العرب: الرحلة الثامنة
بدأ عرضه في مايو 2023، ويتتبع عيد اليحيى في الرحلة الثامنة خُطى القبائل العربية وأبيات شعرهم وقصص الرحالة والعلماء لتحديد الخريطة الأولى لحجر اليمامة ثم توسُّعِها حتى أصبحت الرياض المعروفة اليوم.

## الجوائز
فاز بجائزة الإعلام المرئي عن فئة أفضل برنامج ثقافي من جائزة الإعلام العربي في دبي عام 2023.